# Tuszów
Tuszów – wieś w Polsce położona w województwie lubelskim, w powiecie lubelskim, w gminie Jabłonna i parafii rzymskokatolickiej w Bychawce.
Wieś szlachecka położona była w drugiej połowie XVI wieku w powiecie lubelskim województwa lubelskiego. W latach 1975–1998 miejscowość administracyjnie należała do ówczesnego województwa lubelskiego.
Na skraju wsi przy drodze Lublin – Bychawa znajduje się cmentarz wojenny z I wojny światowej.
Za Królestwa Polskiego istniała przejściowo gmina Tuszów około roku 1877 przemianowana na nowo utworzoną gminę Piotrowice. W latach 1975–1998 miejscowość administracyjnie należała do ówczesnego województwa lubelskiego.
Wieś stanowi sołectwo gminy Jabłonna. Według Narodowego Spisu Powszechnego z roku 2011 wieś liczyła 516 mieszkańców.
Wierni Kościoła rzymskokatolickiego należą do parafii Wszystkich Świętych w Bychawce.

## Historia
Tuszów w wieku XIX to wieś z folwarkiem w powiecie lubelskim, gminie Piotrowice, parafii Bychawka (Dziś Bychawka Pierwsza, Bychawka Druga i Trzecia), odległy 18 wiorst od Lublina, wieś posiadała młyn wodny, pokłady wapienia. Według danych z 1887 roku było tu 35 domów i 262 mieszkańców. W roku 1886 folwark Tuszów posiadał rozległość mórg 683.
Długosz wymienia wieś Tuszew w parafii Bychawa (Długosz L.B. t. II, s. 546). Według registru poborowego powiatu lubelskiego z r. 1531 wieś Tuszów Minor miała w części Jana Bychawskiego ½ łanu a Przedbora 2 ½ łana i 1 młyn. Było także siedmiu posiadaczy, niemających kmieci, płaciło od 4 ¾ łana. W roku 1676 siedzi tu kilku właścicieli. Pani Bieniewska płaci pogłówne od 27 poddanych, 6 dworskich i 3 osób szlachty, Kosmiński od 12 osób dworskich, 3 szlachy, Piskowski Paweł od siebie i żony; Tuszowski Paweł od 4 osób dworskich, siebie, żony i brata zaś Kazimierz Iżycki od siebie, żony i 7 osób dworskich (Pawiński, Kodeks Małopolski, 354, 365, 11a). (Opis podaje Bronisław Chlebowski SgKP tom XII, s.675)